# Alex Barron
Alex Barron, född den 6 november 1970 i Menifee, Kalifornien, USA, är en amerikansk racerförare.

## Racingkarriär
Barron vann mästerskapet i Atlantic Championship 1997, vilket gav honom chansen att köra i CART med All American Racing från och med 1998. Han körde i serien på deltid, och även några race för Marlboro Team Penske under 1999, efter Gonzalo Rodríguez dödsolycka på Laguna Seca. Han började köra i IndyCar Series från och med 2002 med Blair Racing. Hans debutsäsong var en stor succé, då Barron blev fyra i det årets Indianapolis 500, och blev femma totalt i mästerskapet. Han vann sitt första race i serien samma år på Nashville Superspeedway, vilket han upprepade året efter på Michigan International Speedway. Han slutade säsongen 2003 på sjuttonde plats. De två följande åren körde han med Cheever Racing, med två tredjeplatser som bästa resultat. Han blev tolva och elva i mästerskapet. Efter att Red Bull slutat sponsra teamet, som drog sig ur serien, blev Barron arbetslös och hans fulltidskarriär som förare var över.